# Dust (personaggio)
Dust, il cui vero nome è Sooraya Qadir, è un personaggio dei fumetti, creato da Grant Morrison (testi) e Ethan Van Scrier (disegni), pubblicato dalla Marvel Comics. La prima apparizione avviene in New X-Men (prima serie) n. 133 (dicembre 2002).

## Biografia del personaggio
Sooraya è una giovane mutante di origine afgana; venne catturata da alcuni soldati nel corso delle guerre in Afghanistan, ma venne salvata da Wolverine che la portò al sicuro nella base più vicina di X-Corps, un'organizzazione di mutanti guidata da Charles Xavier.
Nella base fece la conoscenza di Jean Grey che dopo averla rassicurata la portò all'Istituto Xavier negli Stati Uniti.
Là divenne inizialmente compagna di stanza con Surge, ma tra loro due ci furono spesso delle liti, poiché Surge credeva che il burqa fosse un affronto ai diritti delle donne.
Dust venne inizialmente affidata alla classe speciale di Xorn e la ragazza tentò di avvertire il professor Xavier delle cattive intenzioni dell'insegnante.
Quando Xorn (nei panni di Magneto) prese il potere a New York, Dust entrò a far parte della resistenza formata da Fantomex e Ciclope.
Dopo la fine di Xorn rientrò nell'istituto dove venne a far parte della squadra dei Satiri, tra i quali instaurò un'amicizia profonda con Icarus, il fratello alato di Cannonball.
In seguito all'M-Day, il giorno in cui il 90% dei mutanti persero i propri poteri, molti alunni ormai umani vennero allontanati, e molti di loro perirono in un attentato al pullman che li trasportava.
Dopo questi eventi Emma Frost decise di tenere una sessione speciale di combattimento nella Stanza del Pericolo per selezionare, tra i pochi studenti rimasti, quelli adatti a creare la prossima generazione di X-Men, e Sooraya fu una dei prescelti. Dust nel frattempo divenne amica di X-23, il clone femminile di Wolverine.
Sooraya entrò nella squadra appena in tempo per l'assalto da parte del reverendo Stryker e dei suoi seguaci, che entrarono nell'istituto uccidendo molti studenti (tra i quali Icarus, ucciso poco prima).
Dust e i Nuovi X-Men iniziarono quindi le loro nuove avventure di squadra, dalla liberazione di Forge, catturato da Nimrod, una sentinella del futuro, fino alla più recente discesa nel Limbo, contro il demone Belasco.

## Poteri e abilità
Il corpo di Dust può trasformarsi in una entità psionica formata di sabbia e polvere, che in genere assume la forma di un nugolo di minute particelle o granelli, capace di esplodere o di ruotare ad altissima velocità; nel suo movimento rotatorio può attrarre altra sabbia o polvere o altri piccoli oggetti, presenti nell'ambiente, dando vita a vere e proprie tempeste di sabbia, anche se su scala limitata; la forza dell'attrito delle sue particelle di sabbia rotanti ha dimostrato di essere così potente da essere in grado di spolpare coloro che lambisce. Quando si trova nella sua forma di nugolo di sabbia, Dust risulta resistente al potere dei telepati ed alla magia. Inoltre Dust ha dimostrato la capacità di sapersi introdurre a forza nei polmoni di un avversario, per provocarne il soffocamento.
Un limite del potere di Dust è rappresentato dalle alte temperature, infatti nel corso di uno scontro, Magma ha vetrificato il corpo di Soraya, colpendolo con una vampata di intenso calore.